# Tô Limpando Você da Minha Vida
"Tô Limpando Você da Minha Vida" é um single do cantor e compositor brasileiro Ávine Vinny, com participação de Solange Almeida, e incluso no álbum O Cara Do Momento. O videoclipe do mesmo foi lançado na plataforma digital YouTube em 6 de abril de 2016.

## Composição e lançamento
Liricamente, a canção se refere ao fim de um relacionamento, no qual o personagem está dissipando os sentimentos por sua ex. A mesma foi composta por Filipe Escandurras e Tierry Coringa. Em entrevista ao Diário do Nordeste, Vinny declarou que iria gravar outra canção ao invés dessa, porém “uns cinco dias antes” da confirmação, “essa música chegou no escritório e nos apaixonamos por ela”.
Sobre a participação de Solange Almeida, na época vocalista da banda Aviões do Forró, Vinny disse que a cantora “sempre me apoiou desde o começo” e que ela aceitou o convite prontamente. O single foi lançado para descarga digital em abril de 2016 e incluso no álbum O Cara Do Momento, lançado em 1 de julho do mesmo ano. Para divulgá-lo, o cantor se apresentou nos programas Hora do Faro, Legendários e Programa da Sabrina, da RecordTV, Encontro com Fátima Bernardes e É de Casa, da Rede Globo, além do programa homônimo de Eliana, do SBT.

## Vídeo musical

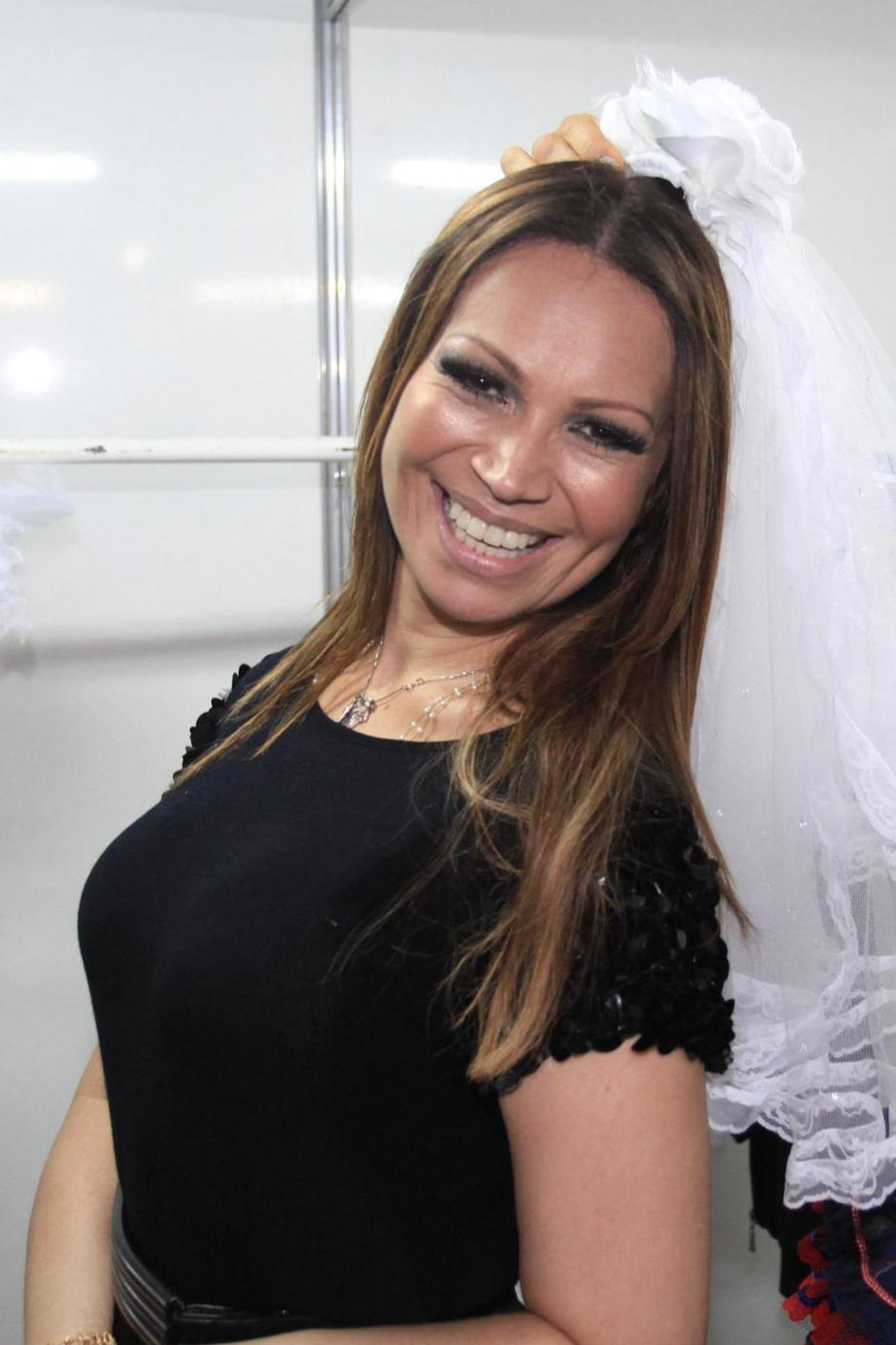
Solange Almeida participa do videoclipe.

O videoclipe foi gravado em duas partes. A primeira conta com a participação de Tatiana Scarletti, Lorena Improta, Suellem Morimoto, Ana Paula Guedes, Camila Lobo e Mayara Araújo, ambas integrantes do balé do programa Domingão do Faustão. Na gravação realizada em São Paulo, elas, juntamente com Vinny, jogam um pó colorido umas nas outras e no próprio cantor. Ana Paula afirmou que “nos sujamos todas mesmo. No clipe vai ser ao contrário. A gente começa suja e vai se limpando”. Em relação à coreografia de Daniel Saboya, Izabela Leite, Rosana Maria e DJ Marciano Djow, a mesma disse que “tenho certeza que [...] vai pegar”.
A segunda parte do vídeo musical foi gravada em Fortaleza, Ceará, junto com a cantora Solange Almeida. Semelhantemente à primeira parte, Vinny e Solange jogam pó colorido um no outro, enquanto cantam. O roteiro foi escrito por Kelson Jr. e Marcelo Venâncio. O mesmo foi lançado na plataforma digital YouTube em 6 de abril de 2016, ocorrendo sua promoção através das redes sociais dos artistas, além de um pocket show em Teresina e São Luís, respectivamente, em 10 e 19 de maio do mesmo ano.

## Desempenho
O videoclipe da canção atingiu duzentas mil visualizações, mais de seis mil diárias, em 10 de maio de 2016. Em 5 de agosto do mesmo ano, atingiu 1 milhão e, em 25 de janeiro de 2019, possuía 5,5 milhões de visualizações, ficando entre os cinco vídeos mais vistos de Ávine Vinny.
"Tô Limpando Você da Minha Vida" tornou-se a quarta canção mais executada nas rádios nordestinas e Vinny foi eleito um dos dez artistas do gênero forró mais ouvidos do Brasil. Sobre a repercussão, o mesmo afirmou que “Deus me abençoou com essa canção. O nosso CD tem mais de 120 downloads em dez dias e tem sido um sucesso”.

## Faixas e formatos
A canção foi lançada em 2016 como single para descarga digital e inclusa no álbum O Cara Do Momento, com duração total de três minutos e vinte e um segundos.
| N.º | Título                           | Gravadora  | Duração |  |
| 1.  | "Tô Limpando Você da Minha Vida" | Sony Music | 3:21    |  |